# Javier Calleja
Javier Calleja Revilla (Madrid, 12 de maio de 1978) é um treinador e ex-futebolista profissional espanhol que atuava como meia.

## Carreira
Javier Calleja se profissionalizou no Real Madrid, porém fez carreira no Villarreal CF.

## Treinador
Iniciou nas categoria de base do Villarreal CF em 2012, e assumiu a equipe principal em 2017.

## Títulos
Villarreal
- Copa Intertoto: 2003, 2004